# Jutlands
Het Jutlands of Juts (Deens: jysk) is een groep dialecten van het Deens die worden gesproken op Jutland, het Deense vasteland. Deze dialecten zijn onderling redelijk te verstaan met het Eiland-Deens, waarop de Deense standaardtaal gebaseerd is, maar verschillen er toch duidelijk van.

## Geschiedenis
Het relatief agrarische Jutland is in de laatste eeuwen nooit zo belangrijk geweest in de Scandinavische politiek, al was Zuid-Jutland met de stad Hedeby in de tijd van de Vikingen wel een belangrijk gebied. Het noorden en oosten, die zich wel redelijk op het machtscentrum in Kopenhagen richtten, vertonen nog redelijk veel invloed van het Standaarddeens; aan de Noordzeekust en aan de Duitse grens echter lijkt de taal zich behoorlijk aan die invloed onttrokken te hebben.

## Indeling
Traditioneel worden de Jutse dialecten als volgt ingedeeld:
- Noordjuts
- Westjuts
- Oostjuts
- Zuidjuts

Het Westjuts wijkt het meest af van Rijksdeens, het Oostjuts het minst.

## Verschillen
Op sommige gebieden wijkt het Juts, en dan met name het West-Juts erg af van de rest van de Scandinavische talen. Zo hebben het West- en Zuidjuts geen uitgang van bepaaldheid, maar net als het Nederlands, het Engels en het Duits een lidwoord dat voor het zelfstandig naamwoord wordt geplaatst. Een voorbeeld hiervan is het West- en Zuidjutse æ hus (het huis), waarbij æ bepaaldheid aangeeft. "Het huis" is in het Rijksdeens huset, waarbij het suffix -et bepaaldheid aangeeft.
Op andere gebieden lijkt het Juts juist wat meer op het Noors en het IJslands. Zo wordt de "h" in vragende voornaamwoorden, net als in het IJslands, uitgesproken in het Noord-Juts.
Verder hebben enkele Jutse dialecten, net als het IJslands en het Nynorsk op sommige plaatsen geen breking waar het Rijksdeens wel breking heeft. Hierdoor treft men er æ en a aan voor "ik", en amn voor jamen "maar". Er is hier dus geen j- aan het woordbegin verschenen. (Nynorsk en IJslands eg en ég, Zweeds en Rijksdeens jag en jeg, met j.)

## Jutlands en Duits
Wat verder ook opvalt voor een geoefend oor is de veelvuldige aanwezigheid van Duitse en Nederduitse leenwoorden - al heeft het hele Deens door de eeuwen heen een grote Duitse invloed ondergaan, nabij de grens is deze bijzonder sterk. Jutlandse dialecten worden ook, tussen het Noord-Fries, Nedersaksisch en Hoogduits door, in het Duitse grensgebied van Sleeswijk-Holstein gesproken. Er zijn hier organisaties die ervoor ijveren het Deens/Jutlands in deze gebieden in stand te houden.